# Gerald McCullouch
Gerald McCullouch (ur. 30 marca 1967 r. w Huntsville) – amerykański aktor i wokalista, rzadziej reżyser i scenarzysta filmowy. Ma korzenie irlandzkie.
Znany z roli Bobby'ego Dawsona w serialu stacji CBS CSI: Kryminalne zagadki Las Vegas (C.S.I.: Crime Scene Investigation), wystąpił także jako Jezus Chrystus w rock operze Jesus Christ Superstar. Za reżyserię filmu Quintessence (2003) wspólnie z Dustinem Schellem w trakcie Fort Worth Gay and Lesbian International Film Festival odebrał nagrodę Q. Jest reżyserem i scenarzystą krótkometrażowego filmu The Moment After (2002), za realizację którego wyróżniono go podczas Rhode Island International Film Festival w 2002 roku.
Jest gejem W przeszłości trenował boks.